# بنطال
السِرْوَال (الجمع: سَرَاوِيْل) أو البِنْطال أو البَنطال أو البنطلون هو قطعة ملابس للقسم السفلي من الجسم، يلبسه الرجال والنساء، ويمتد طوله بالعادة من الخصر إلى الكاحل؛ وذلك لكي يمسك البنطال على الخصر يُلبس بالعادة معه حزام أو في بعض الأحيان مع حمالات.